# Премия Жана Ферре
Премия Жана Ферре  (фр. Prix Jean-Ferré) — французская литературная премия, учреждённая в 1997 году французской радиостанцией Radio Courtoisie. Ежегодно присуждается автору, который по мнению сотрудников радиостанции внес наибольший вклад во французский язык. Первоначально была известна как Премия Доде, в честь Альфонса Доде и его сына Леона Доде. В результате дискуссий на Radio Courtoisie, после смерти его основателя Жана Ферре и отзыва разрешения использовать имя Доде со стороны Жана-Луи Доде, наследника Леона Доде, премия была переименована в премию Жана Ферре. Переименование произошло в 2007 году.

## Награждённые
- 1997: Жак Лакан
- 1998: Брижит Левель
- 1999: Жан Дютур
- 2000: Жаклин де Ромийи
- 2001: Бернар Люган
- 2002: Жан Марк Варо
- 2003: Владимир Волков
- 2004: Жан Распай
- 2005: Жан де Кар
- 2006: Жан Ферре
- 2007: Серж де Бекеч
- 2008: Альбер Салон
- 2009: Пьер Шоню
- 2010: Мишель Деон
- 2011: Франсуа Жорж Дрейфюс
- 2012: Ришар Мийе
- 2013: Филипп де Вилье
- 2014: Ален Ланавер
- 2015: Рено Камю
- 2016: Филипп д’Юг, Жак Тремоле де Виллер
- 2017: Жан-Ив Ле Галлу